# قزين ملح (المهرة)

تعديل مصدري - تعديل

قزين ملح هي إحدى قرى مديرية منعر التابعة لمحافظة المهرة، بلغ تعداد سكانها 8 نسمة حسب تعداد اليمن لعام 2004.